# Myene (B.10) jezici
Myene (B.10) jezici, malena jezična podskupina sjeverozapadnih bantu jezika u zoni B, koja obuhvaća (1) i istoimeni jezik myene ili omyene, pangwe [mye] iz Gabona. Ima brojne dijalekte među kojima je najzastupljeniji s 20.000 nkomi;
Ukupno 46.700 govornika (2000).

## Vanjske poveznice
- Ethnologue (14th)
- Ethnologue (15th)